# 大衛·巴本斯基
大衛·巴本斯基（羅馬化：David Babunski，1994年3月1日—），馬其頓足球運動員，馬其頓國家足球隊成員，現效力於J2聯賽大宮松鼠。

## 球員生涯

### 幼年
大衛·巴本斯基的父親是南斯拉夫國家足球隊及馬其頓國家足球隊的知名球星博班·巴本斯基，巴本斯基幼時因父親的因素而居住在所屬俱樂部的國家，如2歲到4歲間住在日本大阪府。
一直到12歲時定居巴塞隆納並加入了巴塞隆納足球俱樂部的青訓機構。

### 大宮松鼠
2018年，巴本斯基在橫濱水手在賽季中並沒有獲得太多的上場機會，於是轉會至J2球隊大宮松鼠。

## 馬其頓國家足球隊
从2013年，他共为馬其頓國家足球隊出场8次。

## 成績
| 馬其頓國家足球隊 | 馬其頓國家足球隊 | 馬其頓國家足球隊 |
| 年               | 出場             | 入球             |
| ---------------- | ---------------- | ---------------- |
| 2013             | 3                | 0                |
| 2014             | 2                | 0                |
| 2015             | 0                | 0                |
| 2016             | 2                | 0                |
| 2017             | 1                | 0                |
| 總和             | 8                | 0                |